# John Thynne (4e marquis de Bath)
John Alexander Thynne, 4e marquis de Bath (1er mars 1831 - 20 avril 1896), titré vicomte Weymouth entre mars et juin 1837, est un pair et diplomate britannique pendant près de soixante ans.

## Biographie
Né à St James's, il est le fils de Henry Thynne (3e marquis de Bath) et de sa femme Harriet, deuxième fille d'Alexander Baring. En juin 1837, il succède à son père comme marquis, alors qu'il n'a que six ans. Il fait ses études au Collège d'Eton et à Christ Church, Oxford. Il est un fervent anglo-catholique et un opposant déterminé de la Public Worship Regulation Act 1874, qui visait à supprimer le ritualisme dans l'Église d'Angleterre.
Il occupe les fonctions d'envoyé extraordinaire pour le couronnement du roi Pedro V du Portugal le 27 mai 1858 et d'envoyé extraordinaire pour le couronnement de François-Joseph Ier d'Autriche comme roi de Hongrie le 25 juillet 1867.
De 1874 à 1893, il est administrateur de la National Portrait Gallery, ainsi que du British Museum en 1883. Il est président du conseil du comté de Wiltshire et, en tant que lieutenant adjoint de Somerset à partir de 1853, est nommé Lord Lieutenant du Wiltshire en 1889, poste qu'il occupe jusqu'à sa mort en 1896.

## Famille
Il épouse Frances Isabella Catherine Vesey, fille de Thomas Vesey (3e vicomte de Vesci), le 20 août 1861. Ils ont eu six enfants:
- Thomas Thynne (5e marquis de Bath) (1862-1946)
- Alice Emma Thynne (1864-1942), mariée en 1883 à Michael Shaw-Stewart, 8e baronnet.
- Katherine Georgina Louisa Thynne (1865-1933), épouse Evelyn Baring (1er comte de Cromer).
- John Boteville Thynne (1867–1887) est décédé jeune et célibataire.
- Beatrice Thynne (1867-1941), décédée non mariée.
- Alexander George Thynne (1873–14 septembre 1918)[2] député pour Bath, commande le 6e Bataillon du Wiltshire Regiment, reçoit la Croix de Guerre (France), est tué au combat et est mort célibataire.

Il est décédé en 1896 à l'âge de 65 ans en Italie et est enterré à Longbridge Deverill, Wiltshire. Ses armoiries sont ceux de Botfield, cantonnant Thynne au quart, augmentés et basonné Quarterly 1 & 4. Barry de dix ou et de sable (Botfield) 2 & 3. Une queue de lion rampante maintenant (Thynne, augmentation d'honneur) .